# جون هاريس (سياسي)
جون هاريس (بالإنجليزية: John Richards Harris)‏ هو مزارع الكروم وسياسي أسترالي، ولد في 24 يناير 1868، وتوفي في 16 سبتمبر 1946. انتخب عضو المجلس التشريعي الفيكتوري.